# 뱅크런

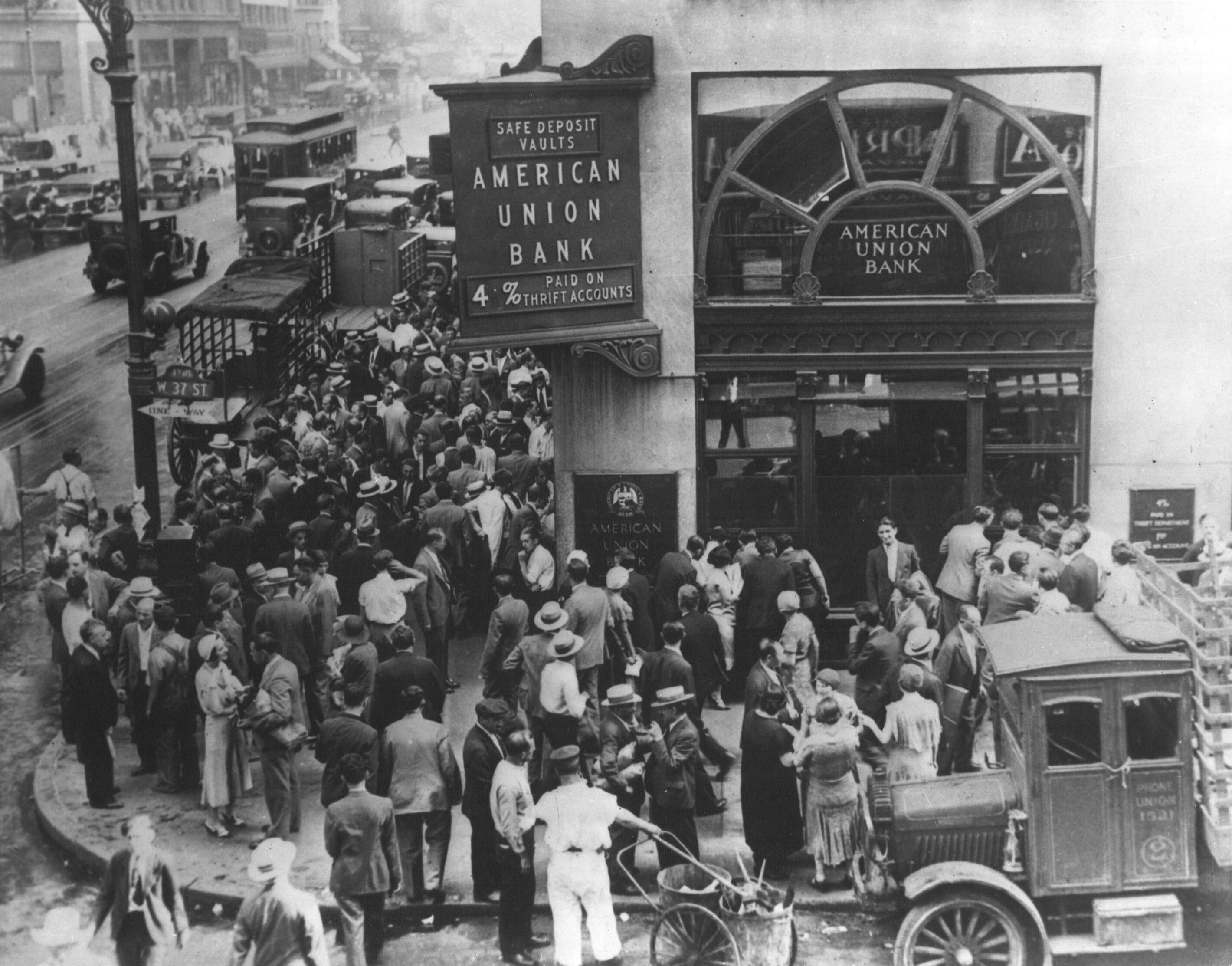
뉴욕시 아메리칸 유니언 은행, 1932년 4월 26일

뱅크런(영어: bank run)은 많은 고객이 가까운 시일 내에 은행이 파산할 수 있다고 믿기 때문에 은행에서 돈을 인출할 때 발생한다. 다시 말해, 부분지급준비제도 시스템(은행이 일반적으로 자산의 작은 부분만 현금으로 보유하는 시스템)에서 많은 고객이 금융 기관이 지급불능이거나 지급불능이 될 수 있다고 믿기 때문에 동시에 예금 계좌에서 현금을 인출하는 것을 말한다. 자금을 다른 기관으로 이체할 경우, 이는 자본도피로 특징지어질 수 있다. 뱅크런이 진행됨에 따라 자기실현적 예언이 될 수 있다. 더 많은 사람이 현금을 인출할수록 채무 불이행 가능성이 높아지고, 이는 추가 인출을 유발한다. 이는 은행의 현금이 소진되어 갑작스러운 파산에 직면할 정도로 은행을 불안정하게 만들 수 있다. 뱅크런에 대처하기 위해 은행은 다른 은행이나 중앙은행에서 더 많은 현금을 확보하거나, 강제 한도를 부과하거나 현금의 빠른 인출을 예약하여 고객이 인출할 수 있는 현금 액수를 제한하거나, 즉시 인출을 줄이기 위해 고수익 정기 예금을 장려하거나, 아예 인출을 중단할 수 있다.
금융 공황 또는 은행 공황은 많은 은행이 동시에 뱅크런을 겪을 때 발생하는 금융위기이다. 이는 사람들이 위협받는 예금을 갑자기 현금으로 전환하거나 국내 은행 시스템에서 완전히 벗어나려고 할 때 발생한다. 시스템적 은행 위기는 한 국가의 전체 또는 거의 모든 은행 자본이 소멸되는 위기이다. 그 결과로 발생하는 연쇄 파산은 국내 은행 시스템이 마비되면서 국내 기업과 소비자가 자본 부족에 시달려 장기적인 경제 침체를 초래할 수 있다. 전 미국 연방준비제도 의장 벤 버냉키에 따르면, 대공황은 연방준비제도가 디플레이션을 막지 못했기 때문에 발생했으며, 경제적 피해의 상당 부분은 뱅크런에 의해 직접적으로 발생했다. 시스템적 은행 위기를 정리하는 비용은 엄청날 수 있으며, 1970년부터 2007년까지 중요한 위기의 경우 재정 비용은 평균 GDP의 13%에 달했고, 경제 생산량 손실은 GDP의 20%에 달했다.
뱅크런을 막거나 그 영향을 완화하기 위해 여러 기술이 사용되었다. 여기에는 더 높은 지급준비제도 (은행이 더 많은 준비금을 현금으로 보유하도록 요구), 은행에 대한 정부 구제 금융, 상업 은행에 대한 감독 및 규제, 최후의 대부자 역할을 하는 중앙은행의 조직, 미국 미국 예금보험공사와 같은 예금보험 시스템의 보호, 그리고 뱅크런이 시작된 후 일시적인 인출 중단 등이 포함된다. 이러한 기술이 항상 효과적인 것은 아니다. 예를 들어, 예금보험이 있더라도 예금자는 은행 재편성 기간 동안 예금에 즉시 접근하지 못할 수 있다는 믿음 때문에 여전히 인출 동기를 가질 수 있다.

## 역사

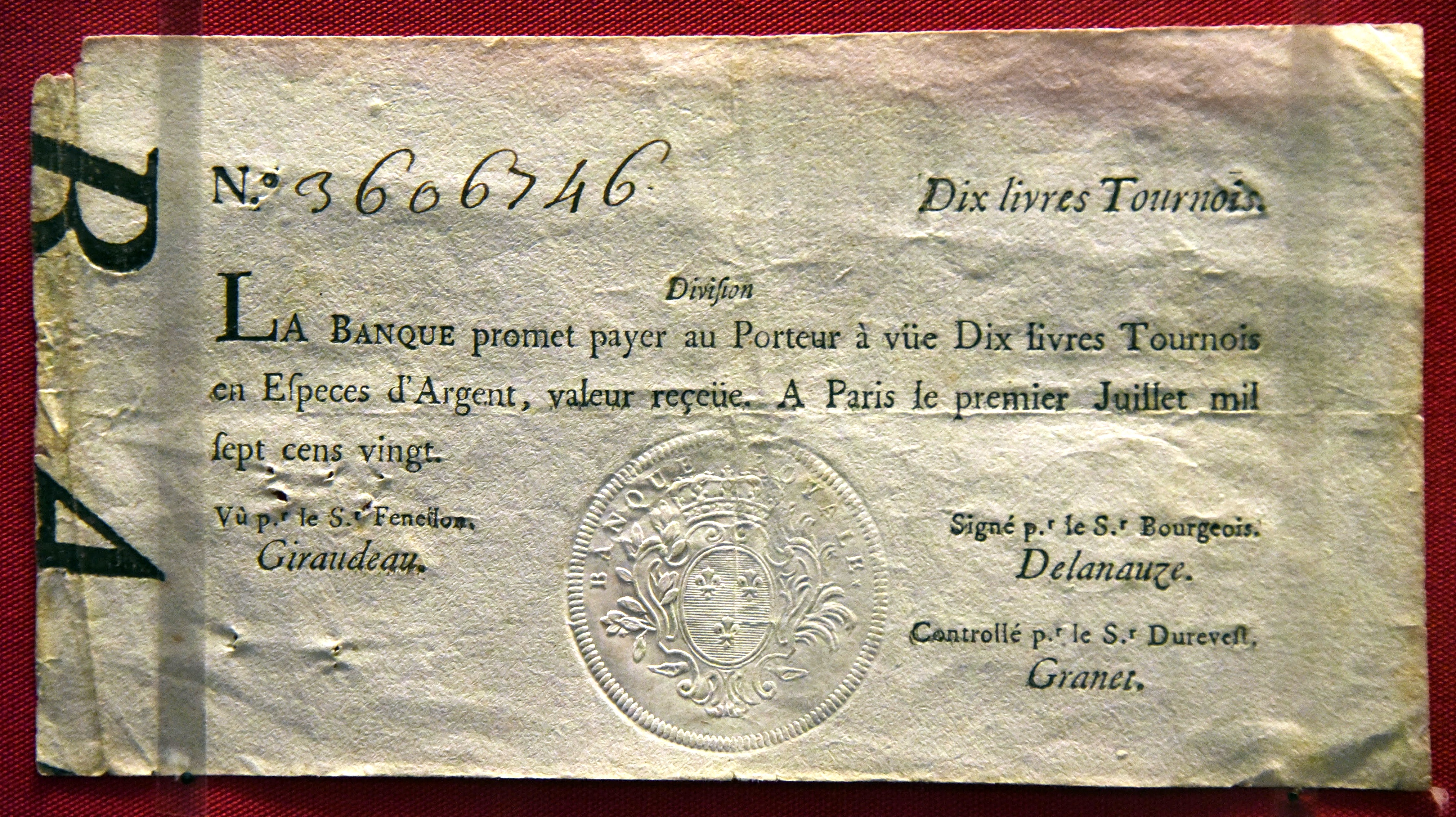
1720년 프랑스 방크 로열에서 발행한 10 리브르 투르누아 지폐. 1720년 주주들은 현금 지급을 요구했고, 이는 은행 뱅크런과 프랑스의 금융 혼란으로 이어졌다. 대영 박물관에 전시되어 있다.

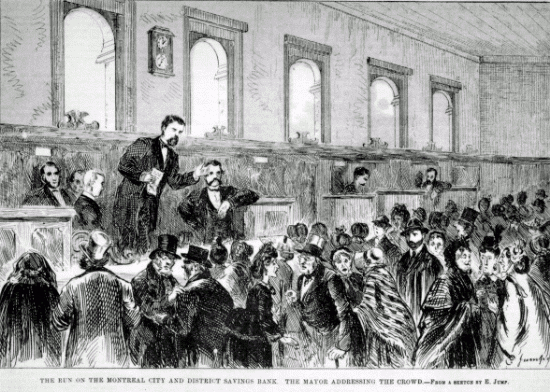
몬트리올 시티 앤 디스트릭트 저축 은행의 뱅크런으로, 시장이 군중에게 연설하고 있다. 1872년 캐나디안 일러스트레이티드 뉴스에 인쇄되었다.

뱅크런은 신용 주기의 일부로, 신용 확장과 그에 따른 수축의 일부로 처음 나타났다. 16세기 이후 영국의 금세공인이 발행한 약속어음은 흉작으로 심각한 실패를 겪었고, 이는 국가의 일부를 기근과 불안정으로 몰아넣었다. 다른 예로는 네덜란드의 튤립파동 (1634–37), 영국의 남해 버블 (1717–19), 프랑스의 미시시피 회사 (1717–20), 나폴레옹 전쟁 이후의 불황 (1815–30), 그리고 대공황 (1929–39)이 있다.
뱅크런은 개인과 정부를 협박하는 데도 사용되었다. 예를 들어 1832년 웰링턴 공작 휘하의 영국 정부는 윌리엄 4세의 명령에 따라 개혁을 막기 위해 다수 정부를 뒤집었다 (이후 1832년 선거법 개정 (2 & 3 Will. 4. c. 45)). 웰링턴의 행동은 개혁가들을 분노하게 했고, 그들은 "공작을 막아라, 금을 찾아라!"는 구호 아래 은행 뱅크런을 위협했다.
미국의 경기 침체 중 상당수는 은행 공황으로 인해 발생했다. 대공황에는 1929년부터 1933년까지 여러 은행에 대한 뱅크런으로 구성된 여러 은행 위기가 포함되었으며, 이 중 일부는 미국의 특정 지역에 국한되었다. 뱅크런은 법률이 은행에 단일 지점만 운영하도록 허용한 주에서 가장 흔했으며, 특히 단일 지점 은행이 단일 산업에 경제적으로 의존하는 지역에 위치할 때 여러 지점을 가진 은행에 비해 위험이 극적으로 증가했다.
은행 공황은 주식 시장 붕괴 1년 후인 1930년 11월 미국 남부에서 시작되었으며, 테네시주와 켄터키주의 일련의 은행들의 붕괴로 인해 그들의 통신망이 무너지면서 촉발되었다. 12월, 뉴욕시는 단일 은행의 여러 지점에 국한된 대규모 뱅크런을 겪었다. 필라델피아는 일주일 후 여러 은행에 영향을 미쳤지만, 선도적인 도시 은행과 연방준비은행의 신속한 조치로 성공적으로 억제된 뱅크런에 시달렸다. 뉴욕과 로스앤젤레스의 금융 대기업들이 대대적으로 보도된 스캔들로 인해 실패한 후 인출이 더욱 심화되었다. 캐나다는 같은 시대에 다른 은행 규제 때문에 뱅크런이 없었음에도 불구하고 미국 대공황의 경제적 피해의 상당 부분은 뱅크런에 의해 직접적으로 발생했다.

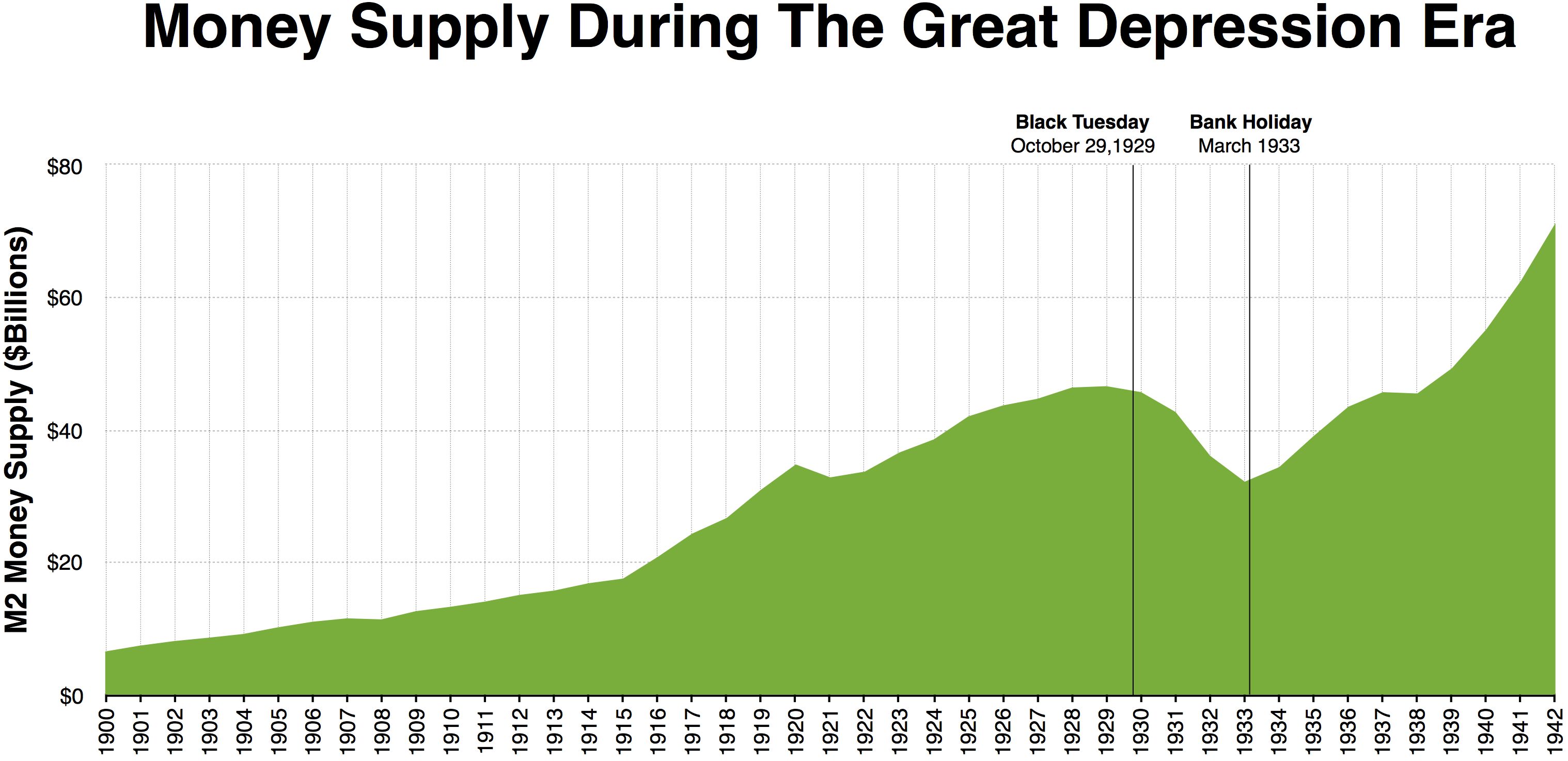
미국 전역에서 대규모 뱅크런이 발생했던 검은 화요일과 1933년 3월 은행 휴무 사이에 통화량이 크게 감소했다.

밀턴 프리드먼과 애나 슈워츠는 불안한 예금자들이 은행에서 꾸준히 돈을 인출하는 것("비축")이 1930년 가을 뱅크런 소식에 영감을 받아 은행이 대출을 청산하도록 강요했고, 이는 직접적으로 통화량 감소를 야기하여 경제를 위축시켰다고 주장했다. 뱅크런은 다음 몇 년 동안 미국을 계속 괴롭혔다. 보스턴 (1931년 12월), 시카고 (1931년 6월 및 1932년 6월), 털리도 (1931년 6월), 세인트루이스 (1933년 1월) 등이 도시 전체를 강타하는 뱅크런을 겪었다. 대공황 기간 동안 마련된 기관들은 1930년대 이후 미국의 상업은행에 대한 뱅크런을 막았다. 1980년대와 1990년대 미국의 저축대부조합 위기와 같은 상황에서도 마찬가지였다.
2008년 금융 위기는 뱅크런과 비견될 만한 시장 유동성 실패를 중심으로 발생했다. 이 위기에는 영국의 노던 록과 미국의 인디맥과 관련된 은행 국유화 물결이 포함되었다. 이 위기는 낮은 실질이자율이 새로운 금융 상품으로 부추겨진 자산 가격 거품을 자극하여 발생했으며, 이 상품들은 스트레스 테스트를 거치지 않았고 경기 침체기에 실패했다.

## 이론

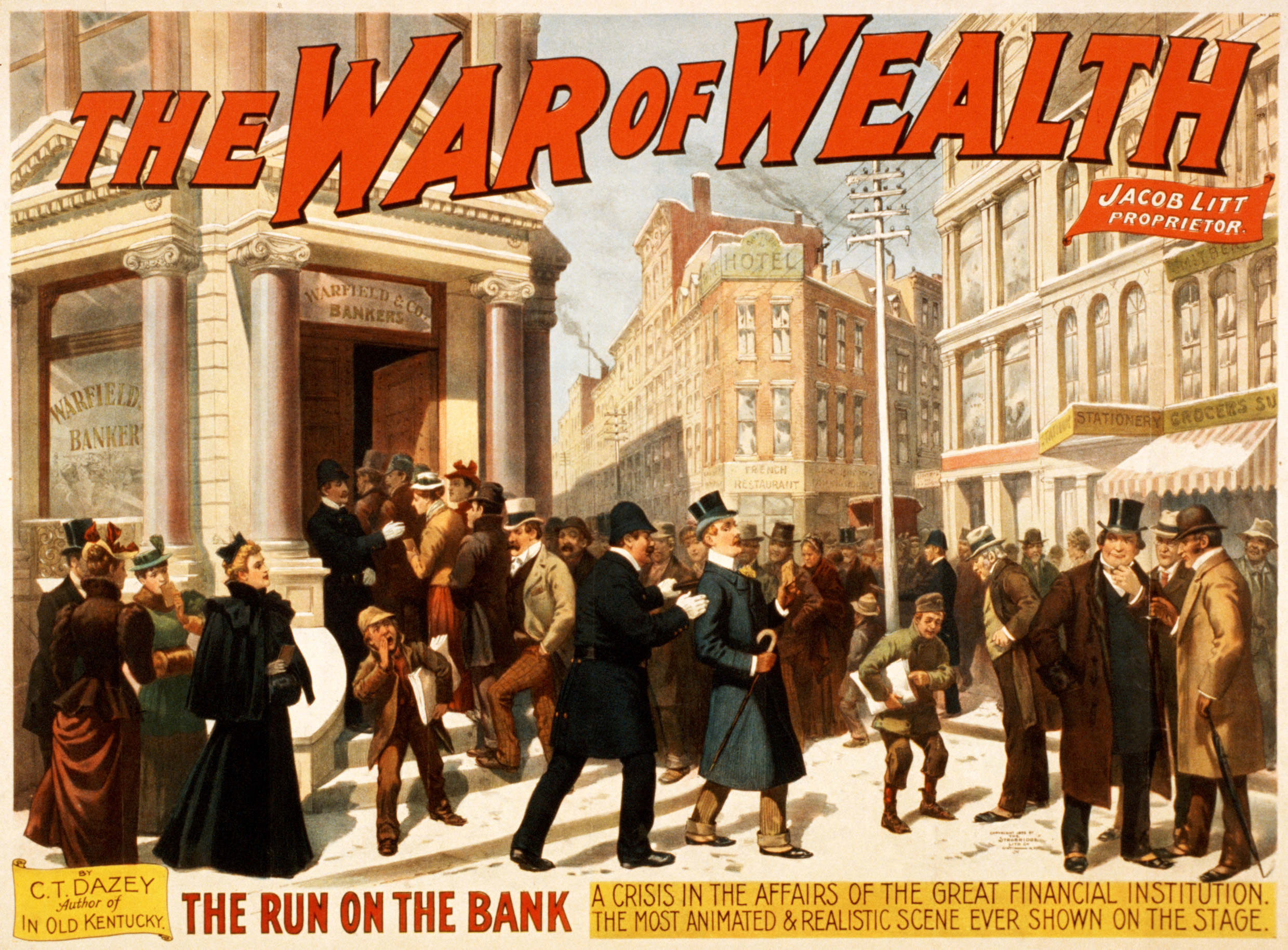
1896년 브로드웨이 멜로드라마 "부의 전쟁" 포스터는 19세기 미국의 뱅크런을 묘사하고 있다.

오늘날 대부분의 선진국에서 사용되는 부분지급준비제도 하에서 은행은 요구불 예금의 일부만을 현금으로 보유한다. 나머지는 유가증권과 융자에 투자되며, 그 조건은 일반적으로 요구불 예금보다 길어서 자산-부채 불일치가 발생한다. 어떤 은행도 모든 예금이 한꺼번에 인출되는 상황에 대처할 만큼 충분한 준비금을 보유하고 있지 않다.
다이아몬드와 딥비그는 뱅크런이 발생하는 이유와 은행이 자산보다 더 유동적인 예금을 발행하는 이유를 설명하기 위한 영향력 있는 모델을 개발했다. 이 모델에 따르면, 은행은 장기 대출을 선호하는 차입자와 유동 계좌를 선호하는 예금자 사이의 중개자 역할을 한다. 다이아몬드-딥비그 모델은 여러 내시 균형을 가진 경제적 게임의 한 예시를 제공한다. 이 게임에서는 개별 예금자가 뱅크런이 시작될 것이라고 의심하면 뱅크런에 참여하는 것이 논리적이며, 비록 그 뱅크런이 은행을 붕괴시키더라도 마찬가지다.
이 모델에서 사업 투자는 현재 지출을 필요로 하며, 이는 미래에 수익을 얻기 위해 시간이 걸리는 일이다. 예를 들어, 앞으로 몇 년간 생산을 위해 지금 기계와 건물에 돈을 쓰는 것과 같다. 투자를 위해 돈을 빌려야 하는 기업이나 기업가는 완전한 상환 전에 투자가 수익을 창출할 수 있도록 충분한 시간을 주기를 원할 것이고, 대출자에게 유동성이 거의 없는 긴 만기 대출을 선호할 것이다. 동일한 원칙이 집이나 자동차와 같은 고가품을 구매하기 위한 자금 조달을 찾는 개인 및 가구에도 적용된다. 이러한 사업에 돈을 빌려줄 돈을 가진 가구 및 기업은 현금에 대한 갑작스럽고 예측 불가능한 필요성을 가질 수 있으므로, 그들은 종종 요구불 예금 계좌의 형태로 돈에 즉시 접근할 수 있다는 보장을 받는 조건으로만 빌려주려고 한다. 즉, 가능한 가장 짧은 만기를 가진 계좌이다. 차입자는 돈이 필요하고 예금자는 이러한 대출을 개별적으로 하는 것을 두려워하기 때문에, 은행은 많은 개별 예금에서 자금을 모으고, 이를 차입자를 위한 대출로 나누며, 채무 불이행 및 현금에 대한 갑작스러운 수요라는 두 가지 위험을 분산시킴으로써 귀중한 서비스를 제공한다. 은행은 요구불 예금에 지급하는 것보다 장기 대출에 훨씬 더 높은 이자를 부과할 수 있으며, 이를 통해 이익을 얻을 수 있다.

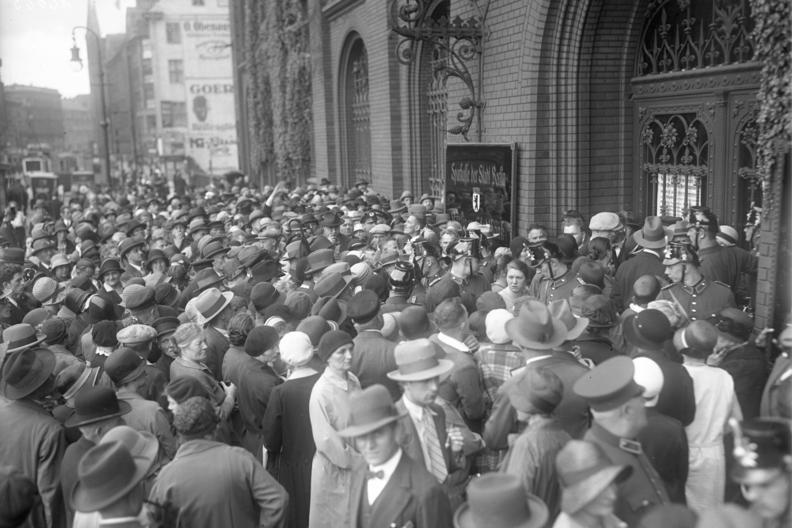
1931년 7월 13일, 베를린의 한 은행에서 예금자들이 저축을 인출하기 위해 아우성치고 있다.

특정 시점에 몇몇 예금자만이 인출한다면, 이러한 방식은 잘 작동한다. 은행의 지리적 운영 영역과 같거나 이를 초과하는 규모의 주요 비상사태가 발생하지 않는 한, 예금자의 예측 불가능한 현금 수요가 동시에 발생할 가능성은 낮다. 즉, 큰 수의 법칙에 따라 은행은 개별 지출 수요가 대체로 상관 관계가 없기 때문에 매일 소수의 계좌만 인출될 것으로 예상할 수 있다. 은행은 장기간에 걸쳐 대출을 제공하면서, 인출을 요구할 수 있는 예금자에게 지급할 수 있는 비교적 적은 양의 현금만 보유할 수 있다.
그러나 많은 예금자가 한꺼번에 모두 인출할 경우, 은행 자체(개별 투자자가 아닌)는 유동성 부족에 시달릴 수 있으며, 예금자들은 돈을 인출하기 위해 서두를 것이다. 이는 은행이 많은 자산을 손실을 보고 청산하도록 강요하고, 결국 은행을 파산하게 만들 것이다. 만약 그러한 은행이 대출금을 조기 회수하려고 한다면, 기업은 생산을 중단해야 할 수 있으며, 개인은 주택 및 차량을 팔아야 할 수 있어 더 큰 경제적 손실을 초래할 수 있다. 그럼에도 불구하고, 대부분의 채무자는 요구 시 은행에 전액을 지불할 수 없을 것이며, 파산을 선언해야 할 수 있으며, 이 과정에서 다른 채권자에게도 영향을 미칠 수 있다.
뱅크런은 심지어 거짓 소문으로 시작되더라도 발생할 수 있다. 소문이 거짓임을 아는 예금자조차도 다른 예금자들이 그 소문을 믿을 것이라고 의심한다면 인출할 유인이 있다. 그 소문은 자기실현적 예언이 된다. 실제로 자기실현적 예언이라는 용어를 만든 로버트 K. 머턴은 그의 저서 《사회 이론 및 사회 구조》에서 뱅크런을 그 개념의 주요 예시로 언급했다. 영국 은행 총재 머빈 킹은 뱅크런을 시작하는 것은 합리적이지 않을 수 있지만, 일단 시작된 뱅크런에 참여하는 것은 합리적이라고 언급한 바 있다.

## 시스템적 은행 위기

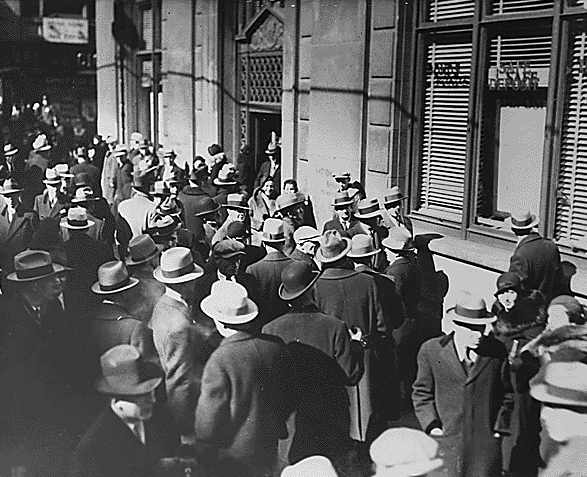
1933년 2월 미국 대공황 당시의 뱅크런

뱅크런은 단 하나의 은행에 대한 예금의 갑작스러운 인출을 말한다. 은행 공황 또는 은행 위기는 많은 은행이 동시에 뱅크런을 겪을 때 발생하는 금융위기이며, 이는 연쇄 파산으로 이어진다. 시스템적 은행 위기에서는 한 국가의 모든 또는 거의 모든 은행 자본이 소멸된다. 이는 규제 기관이 체계적 위험과 파급 효과를 무시할 때 발생할 수 있다.
시스템적 은행 위기는 상당한 재정 비용과 막대한 생산 손실과 관련이 있다. 종종 이러한 위기를 억제하기 위해 긴급 유동성 지원과 포괄적 보증이 사용되었지만, 항상 성공적이지는 않았다. 위기가 지속 불가능한 재정 정책으로 인해 촉발될 경우 재정 긴축이 시장 압력을 억제하는 데 도움이 될 수 있지만, 일반적으로 확장적 재정 정책이 사용된다. 유동성 및 지급 불능 위기에서 중앙 은행은 유동성이 부족한 은행을 지원하기 위해 유동성을 제공할 수 있다. 예금자 보호는 신뢰를 회복하는 데 도움이 될 수 있지만, 비용이 많이 들고 경제 회복을 반드시 가속화하지는 않는다. 회복이 일어날 것이라는 희망으로 개입이 종종 지연되며, 이 지연은 경제에 대한 스트레스를 증가시킨다.
일부 조치는 시스템 위기 이후 경제적 파급 효과를 억제하고 은행 시스템을 복원하는 데 다른 조치보다 더 효과적이다. 여기에는 문제의 규모 파악, 고통받는 차입자를 위한 맞춤형 부채 감면 프로그램, 기업 구조 조정 프로그램, 은행 손실 인식, 그리고 은행의 적절한 자본 확충이 포함된다. 개입 속도가 중요해 보인다. 지급 불능 은행이 유동성 지원과 규제 완화를 통해 회복될 것이라는 희망으로 개입이 종종 지연되며, 결국 이 지연은 경제에 대한 스트레스를 증가시킨다. 특정 목표를 가지고, 선호되는 지원에 대한 접근을 제한하는 명확하고 정량화 가능한 규칙을 명시하며, 자본 규제에 대한 의미 있는 기준을 포함하는 프로그램이 더 성공적인 것으로 보인다. IMF에 따르면, 정부 소유 자산 관리 회사(배드 뱅크)는 정치적 제약 때문에 대부분 비효율적이다.
무음 뱅크런은 정부의 좀비 은행에 대한 미기재 손실 노출로 인한 내재적 재정 적자가 해당 은행의 예금자들을 위축시킬 만큼 충분히 클 때 발생한다. 더 많은 예금자와 투자자들이 정부가 한 나라의 은행 시스템을 지원할 수 있을지 의심하기 시작하면 시스템에 대한 무음 뱅크런이 가속화되어 좀비 은행의 자금 조달 비용이 증가할 수 있다. 좀비 은행이 일부 자산을 시장 가치로 매각하면, 남아있는 자산에는 더 많은 미기재 손실이 포함된다. 부채를 더 높은 이자율로 재융자하면, 건전한 경쟁자들의 이익과 함께 자체 이익도 압박하게 된다. 무음 뱅크런이 길어질수록 건전한 은행과 납세자로부터 좀비 은행으로 더 많은 혜택이 이전된다. 이 용어는 예금보험이 있는 국가의 많은 예금자들이 예금보험 한도 미만으로 잔액을 인출할 때도 사용된다.
위기 이후 정리 비용은 막대할 수 있다. 1970년부터 2007년까지 세계적으로 시스템적으로 중요한 은행 위기에서 정부에 대한 평균 순 자본 재확충 비용은 GDP의 6%였고, 위기 관리와 관련된 재정 비용은 평균 GDP의 13%(비용 회수분을 무시하면 GDP의 16%)였으며, 위기 발생 후 첫 4년 동안 경제 생산량 손실은 평균 GDP의 약 20%였다.

## 예방 및 완화

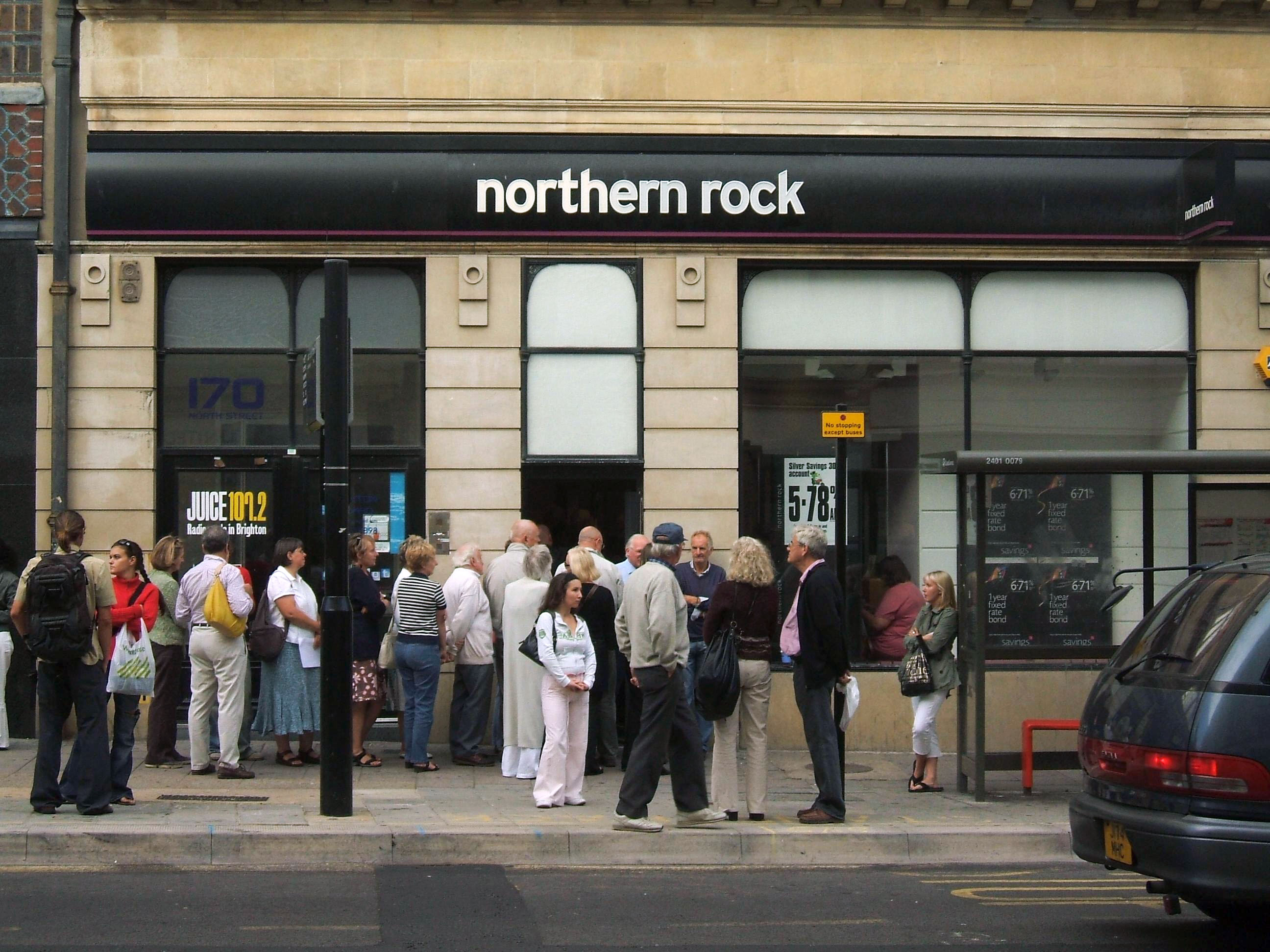
2007년 노던 록 뱅크런, 세계 금융 위기 (2007년~2008년) 중 영국 은행

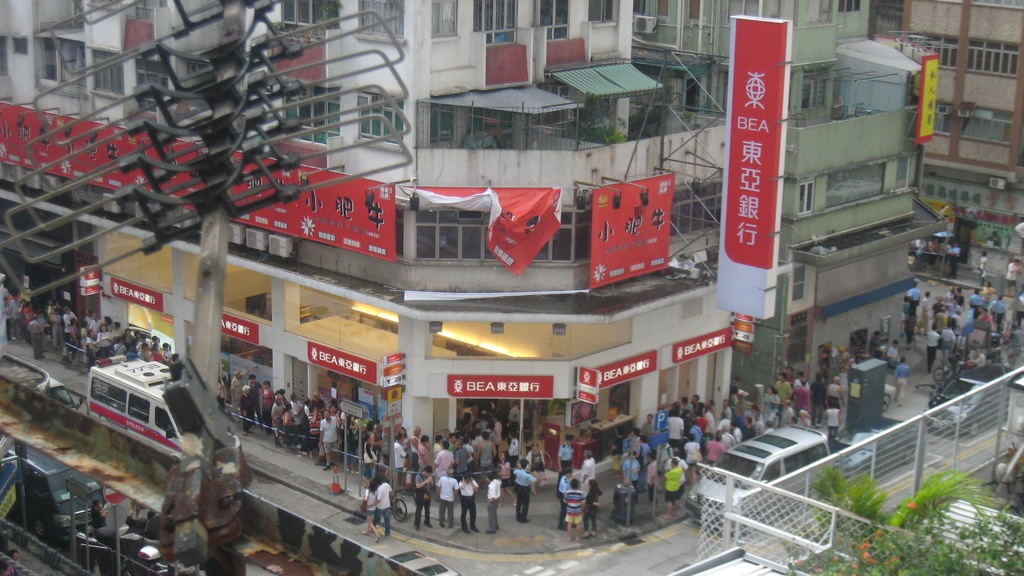
2008년 "악의적인 소문"으로 인해 홍콩 동아은행 지점에 뱅크런이 발생했다.

뱅크런을 예방하거나 그 영향을 완화하기 위해 여러 기술이 사용되었다.

### 개별 은행
일부 예방 기술은 경제의 나머지 부분과 관계없이 개별 은행에 적용된다.
- 은행은 종종 견고한 건축과 보수적인 복장으로 안정감을 표출한다.[23]
- 은행은 뱅크런을 유발할 수 있는 정보를 숨기려고 할 수 있다. 예를 들어, 예금보험이 없던 시절에는 은행이 큰 로비와 빠른 서비스를 제공하여, 지나가는 사람들이 뱅크런을 추론할 수 있는 거리에 늘어선 예금자 줄이 생기는 것을 막는 것이 합리적이었다.[1]
- 은행은 인위적으로 과정을 늦춰 뱅크런을 늦추려 할 수 있다. 한 가지 기술은 은행 직원의 많은 친구와 친척을 줄 세워 많은 작고 느린 거래를 하게 하는 것이다.[23]
- 현금을 눈에 띄게 배달하는 것은 뱅크런 참가자들에게 예금을 서둘러 인출할 필요가 없다는 확신을 줄 수 있다.[23]
- 은행은 고객이 요구 시 인출할 수 없는 정기 예금을 하도록 장려할 수 있다. 정기 예금이 은행 부채에서 충분히 높은 비율을 차지한다면, 뱅크런에 대한 취약성은 상당히 줄어들 것이다. 단점은 은행이 정기 예금에 대해 더 높은 이자율을 지불해야 한다는 것이다.
- 은행은 뱅크런을 막기 위해 일시적으로 인출을 중단할 수 있다. 이를 환전 정지라고 한다. 많은 경우, 정지 위협 자체가 뱅크런을 막아주므로 위협을 실제로 실행할 필요가 없다.[1]
- 자본 여력이 더 강한 다른 기관에 의한 취약 은행의 긴급 인수. 이 기술은 미국 미국 예금보험공사가 지급 불능 은행을 처리하는 데 일반적으로 사용된다. 자체 자금에서 예금자에게 직접 지불하는 대신.[24]
- 파산하는 기관에 대한 즉각적인 잠재적 구매자가 없는 경우, 규제 기관 또는 예금 보험 회사는 사업이 청산되거나 매각될 때까지 임시로 운영되는 브릿지 뱅크를 설립할 수 있다.
- 은행 파산 후 사태를 수습하기 위해 정부는 "배드 뱅크"를 설립할 수 있다. 이는 하나 이상의 민간 은행으로부터 개별 부실 자산을 매입하여 자산 풀에서 부실 채권 비율을 줄인 다음, 뒤따르는 지급 불능 사건에서 채권자 역할을 하는 새로운 정부 운영 자산 관리 회사이다. 그러나 이는 도덕적 해이 문제를 야기하며, 본질적으로 파산을 보조하는 셈이 된다. 일시적으로 실적이 저조한 채무자는 배드 뱅크에 매각될 자격을 얻기 위해 파산을 신청하도록 강요받을 수 있다.

### 시스템적 기술
일부 예방 기술은 경제 전반에 적용되지만, 개별 기관이 실패하는 것을 여전히 허용할 수 있다.
- 예금보험 제도는 각 예금자를 일정 금액까지 보장하여, 은행이 파산하더라도 예금자의 저축이 보호되도록 한다. 이는 단순히 다른 사람들이 예금을 인출하기 때문에 자신의 예금을 인출할 유인을 제거한다.[1] 그러나 예금자들은 은행 재편성 기간 동안 예금에 즉시 접근하지 못할 수 있다는 두려움 때문에 여전히 동기를 가질 수 있다.[7] 이러한 두려움이 뱅크런을 유발하는 것을 피하기 위해 미국 FDIC는 인수 작업을 비밀리에 진행하고, 다음 영업일에 새로운 소유주 아래에서 지점을 재개한다.[24] 정부의 예금 보험 프로그램은 정부 자체가 현금이 부족하다고 인식될 경우 비효율적일 수 있다.[23]
- 은행 자기자본 규제는 은행이 지급 불능 상태가 될 가능성을 줄인다. 바젤 III 협정은 은행의 자본 규제를 강화하고 은행 유동성 및 은행 레버리지에 대한 새로운 규제 요건을 도입한다.[25]
  - 전액지급준비제도는 지급준비율이 100%로 설정되어 있고, 예금자가 자금을 요구 시 인출할 법적 권리를 유지하는 한 은행이 예금된 자금을 대출하지 않는 가상의 경우이다. 이 접근 방식에 따르면, 은행은 대출과 예금의 만기를 일치시켜야 하므로 뱅크런의 위험을 크게 줄일 수 있다.[26][27]
  - 전액지급준비제도보다 덜 엄격한 대안은 지급준비율 요구 사항으로, 은행이 대출할 수 있는 예금의 비율을 제한하여 뱅크런이 시작될 가능성을 줄인다. 이는 더 많은 준비금이 예금자의 요구를 충족시키는 데 사용될 수 있기 때문이다.[6] 이 관행은 부분지급준비제도에서 분수의 한계를 설정한다.
- 투명성은 은행 시스템을 통한 위기 확산을 막는 데 도움이 될 수 있다. 2007-2010년 서브프라임 모기지 위기의 맥락에서, 특정 유형 자산의 극단적인 복잡성은 시장 참가자들이 어떤 금융 기관이 살아남을지 평가하기 어렵게 만들었고, 이는 대부분의 기관이 서로에게 대출하는 것을 매우 꺼리게 만들어 위기를 증폭시켰다.[28]
- 중앙은행은 최후의 대부자 역할을 한다. 뱅크런을 막기 위해 중앙은행은 은행이 경제적으로 생존 가능하다면 항상 예금을 인출할 수 있는 충분한 유동성을 확보하도록 단기 대출을 제공하겠다고 보장한다.[1] 월터 배젓의 저서 《롬바드 스트리트》는 최후의 대부자 역할에 대한 영향력 있는 초기 분석을 제공한다.[17]

최후의 대부자 역할과 예금 보험의 존재는 모두 도덕적 해이를 야기한다. 이는 은행이 위험한 대출을 피할 유인을 줄이기 때문이다. 그럼에도 불구하고, 집단적 예방의 이점이 과도한 위험 감수의 비용보다 크다고 일반적으로 믿어지기 때문에 이는 표준적인 관행이다.
예방이 실패했을 때 은행 공황에 대처하는 기술:
- 비상 은행 휴무 선포
- 취약 은행에 대한 신용 한도, 대출 또는 구제 금융 증액에 대한 정부 또는 중앙은행 발표

## 픽션 속 묘사

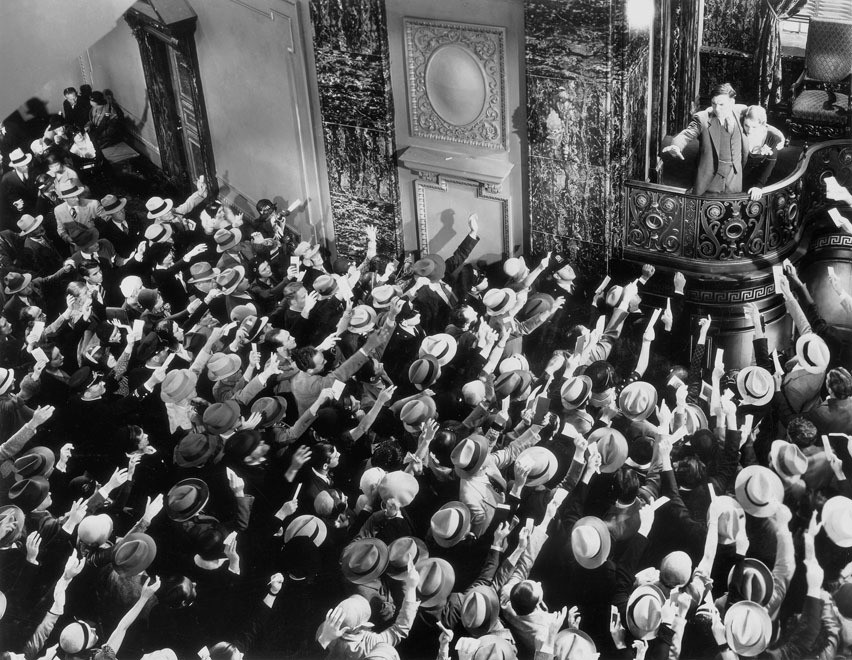
영화 아메리칸 매드니스 (1932)에서 은행장 월터 휴스턴이 미쳐 날뛰는 예금자들 무리에 맞서고 있다.

1933년 은행 공황은 아치볼드 매클리시의 1935년 연극 패닉의 배경이다. 뱅크런을 묘사한 영화로는 아메리칸 매드니스 (1932), 멋진 인생 (1946년, 1932년 배경), 실버 리버 (1948), 메리 포핀스 (영화) (1964년, 1910년 런던 배경), 롤오버 (1981), 노블 하우스 (미니시리즈) (1988), 교황은 죽어야 한다 (1991) 등이 있다.
아서 헤일리의 소설 《환전상》에는 가상의 미국 은행에 대한 잠재적으로 치명적인 뱅크런이 포함되어 있다.
뱅크런은 업턴 싱클레어의 《밀림 (소설)》에서 등장인물들이 겪는 많은 고통 중 하나이다.
심슨 가족 에피소드 "PTA 해체"에서 바트 심슨은 스프링필드 은행에서 뱅크런을 유발하기 위한 장난으로 귓속말 캠페인을 시작한다. 이 에피소드는 《멋진 인생》을 패러디한 것이다.

## 같이 보기
- 금융위기